# Corbin-Feldbahn

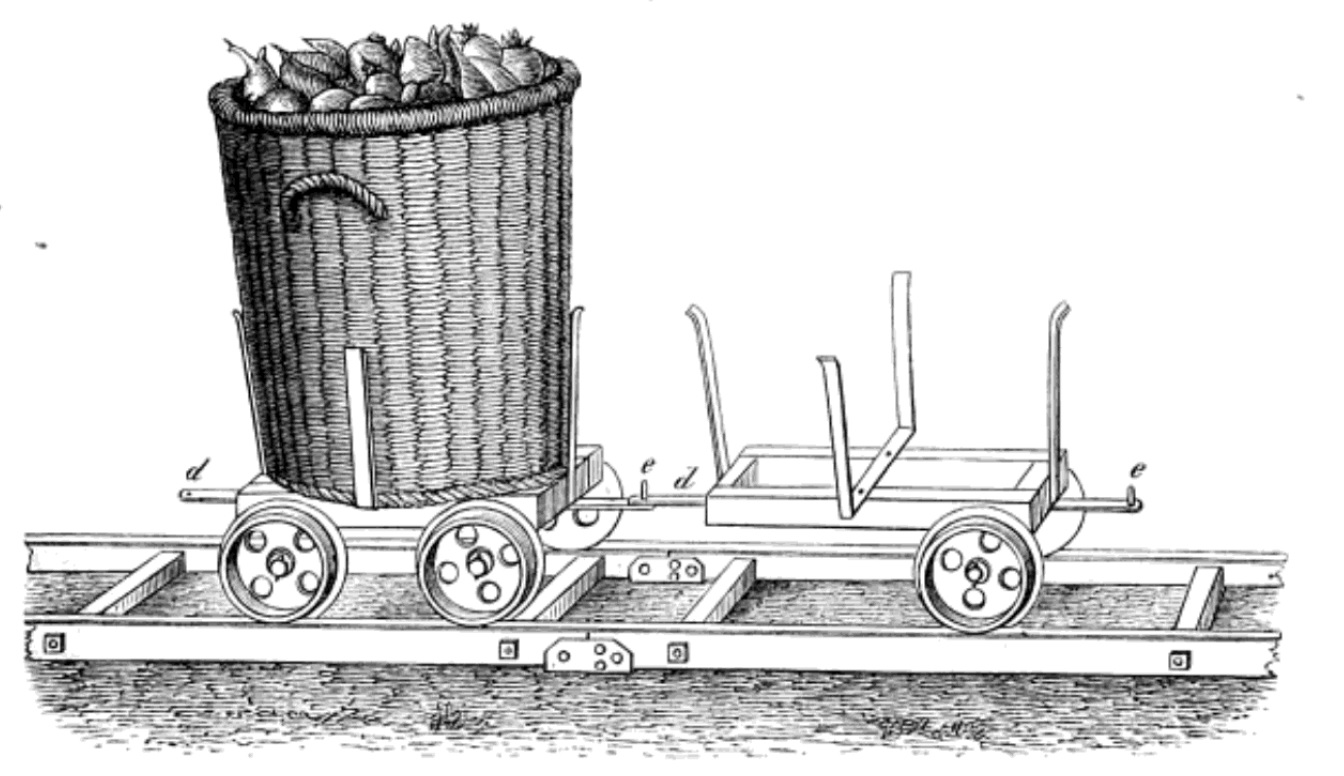
Transportable schmalspurige Feldbahn (System Corbin)

| Schmalspurige Feldbahn (System Corbin) |

Die Corbin-Feldbahn war eine transportable schmalspurige Feldbahn (System Corbin) mit hölzernen, bandmetallbeschlagenen Gleisjochen und zum Teil einachsigen Wagen, die um 1873 entwickelt wurde.

## Geschichte
Auf der Wiener Weltausstellung von 1873 war ein von Max Strakosch in Brünn gefertigtes Modell ausgestellt. Zu diesem Zeitpunkt war das System schon vielfach angewendet worden.
Die Verbindung der einzelnen Gleisjoch-Rahmen erfolgte durch kurze Laschen von 130 mm Länge, die an dem einen Ende der Langschwellen durch einen Schraubenbolzen mit Mutter befestigt sind und am anderen Ende durch Einstecken eines Vorsteckstifte zusammengehalten wurden, wodurch sich das Gleis außerordentlich rasch verlegen und wieder abbauen ließ.
Auf dem Pachtgut Seelowitz in Mähren war eine zweigleisige Feldbahn dieser Bauart verlegt, die auf einem Bergrücken zu einer Drahtseilriese führte. Die Feldbahn war 379,3 m lang. Auf ihr wurden Kalk und Mergel vom oberen Teil des Berges, der reich an diesen Materialien war, zur Drahtseilriese transportiert. Der beladene, abwärts rollende Wagen zog mit einem um eine horizontale Rolle gewundenen Seil den leeren Zug bergauf.
Jeder Zug bestand aus 18 zusammengekuppelten kleinen Wagen, die Körbe transportierten, die sich leicht abheben und umsetzen ließen. Diese 18 Körbe fassten insgesamt 30 Zollzentner (1,5 t). Da alle 13 Minuten eine Bahn bergab fuhr, konnten mit der Feldbahn pro Arbeitstag in 11 Stunden 1200 Zentner (60 t) zur Drahtseilriese transportiert werden.

## Gleise
Das Gleis hatte 420 mm Spurweite und bestand aus hölzernen Gleisjochen, die damals Rahmen genannt wurden. Diese waren aus 80 mm hohen und 40 mm starken Latten gefertigt, die durch Querhölzer und durchgehende Schraubenbolzen verbunden wurden, und mit Schienen aus 35 × 2 mm starkem Bandeisen benagelt waren.
Bei den Gleisjochen für Bögen wurde die Krümmung durch Sägeeinschnitte der hölzernen Langschwellen, die Festhaltung der Krümmung durch besondere Bänder, die Fixierung der Spurweite durch die Anwendung der erwähnten Druck- und Zugbolzen erzielt.
Die Ateliers Bonnefond & Cien Ivry-sur-Seine stellten Courbin-Gleismaterial in folgenden Varianten her:
- Typ I hatte eine Spurweite von 330 mm und wog 3,6 kg/m. Ein Gleisjoch wog 19 kg pro und kostete 2,50 F/m. Eine zweiachsige Lore hatte einen Wert von 15 F.
- Typ II, mit einer Spurweite von 470 mm, wog 5,2 kg/m, 27,6 kg pro Gleisjoch und kostete 3,50 F/m, die zweiachsige Lore wurde für 30 F angeboten.
- Typ III hatte eine Spurweite von 680 mm wog 9 kg/m, kostete 4,50 F/m und die zweiachsigen Loren kosteten 75 bis 125 F pro Lore.[4]

## Wagen

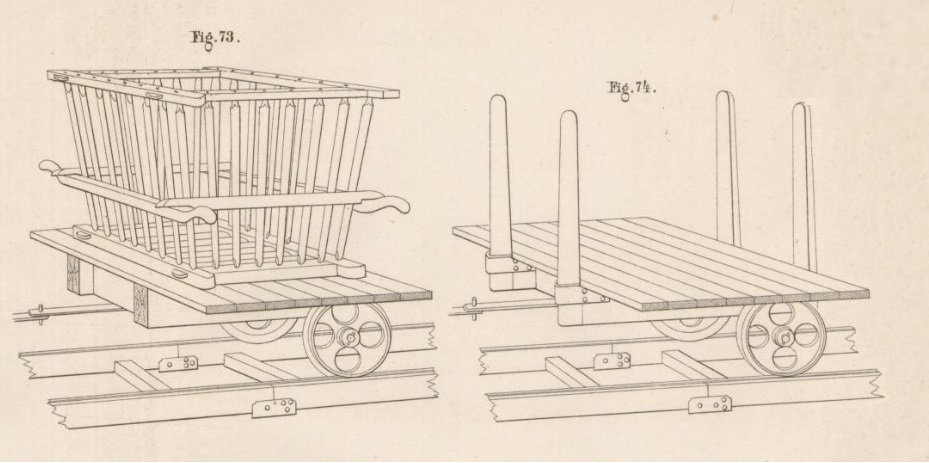
Corbin Feldbahn mit Decauville-Korb

Die Wagen waren für einen besseren Kurvenlauf besonders konstruiert. Mit Ausnahme des ersten Wagens hatten sie nur zwei Räder. Nur der vorderste Wagen war vierrädrig, während alle folgenden nur zwei Räder hatten und über eine lange Deichsel mit dem Nachbarwagen verbunden waren. Die Verbindung wurde über einen am Ende der Anhängerkupplungsstange eingenieteten Bolzen gewährleistet, wodurch die Züge auch kleine Radien durchlaufen konnten.